# 正義と開かれた議論に関する書簡
『正義と開かれた議論に関する書簡』（せいぎとひらかれたぎろんにかんするしょかん、A Letter on Justice and Open Debate）は、2020年7月7日にハーパーズ・マガジンのウェブサイトで公開された表現の自由を擁護する公開状であり、153名の署名者が、社会全体に広がる「非自由主義」（illiberalism）と呼ばれるものを批判している。書簡はドナルド・トランプ大統領を「民主主義への真の脅威」として非難したが、表現の自由に対する敵意が政治的左翼にも広がっていると主張した。

## 背景
合計で約20人が書簡の内容に関わった。

## 要旨
この書簡は、右翼の非自由主義と当時のアメリカ合衆国大統領であるドナルド・トランプを「民主主義への真の脅威」と説明しているが、政治的左翼は独自の検閲に従事し、「反対意見の不寛容、敵対者を公で辱めることと排斥することの流行、そして複雑な政治問題を盲目的な道徳的確実性で解消する傾向」があると主張し、非難している。書簡によると、「編集者は物議を醸す作品を掲載したことで解雇される、本は信憑性の低さの疑いで取り下げられる、ジャーナリストは特定のトピックについて書くことを禁じられる、教諭は授業で文学作品を引用したために調査される、研究者は学術研究を査読に回したことで解雇される、組織の長は時々単に不器用な間違いを犯したために追放される」、「抑圧的な政府によるものであれ、不寛容な社会によるものであれ、議論の制限は、常に弱い立場の人々を傷つけ、誰もが民主的な参加をする能力を低下させる」、「専門家に悲惨な結果をもたらすことなく、誠実な意見の不一致の可能性を受け入れる必要がある」。書簡は、「我々の仕事を依って立たせているものを擁護しないのであれば、公や国が我々のためにそれを擁護することを期待するべきではない」と結論付けている。

## 署名者
書簡は主に学者と作家からなる153人の人々によって署名されている。それらには、ハーバード大学、イェール大学、プリンストン大学、コロンビア大学の学者が含まれる。
- マーティン・エイミス
- マーガレット・アトウッド
- ジョン・バンヴィル
- イアン・ブルマ
- ノーム・チョムスキー
- ドゥルシラ・コーネル
- カメル・ダウド
- ジェフリー・ユージェニデス
- デーヴィド・フラム
- フランシス・フクヤマ
- アトゥール・ガワンデ
- アンソニー・グラフトン
- ジョナサン・ハイト
- アダム・ホックシールド
- アーリー・ラッセル・ホックシールド
- マイケル・イグナティエフ
- ガルリ・カスパロフ
- ダニエル・ケールマン
- スティーヴン・ルークス
- グリール・マーカス
- ウィントン・マルサリス
- ディアドラ・N・マクロスキー
- ジョン・マクウォーター
- アンドリュー・モラフチーク
- スティーブン・ピンカー
- J・K・ローリング
- サルマン・ラシュディ
- アン・マリー・スローター
- アンドリュー・ソロモン
- グロリア・スタイネム
- ナディーン・ストロッセン
- マイケル・ウォルツァー
- コーネル・ウェスト
- ファリード・ザカリア

## 日本語訳
この書簡の日本語訳は『アステイオン 93号』（CCCメディアハウス）に掲載されている。